# Перетц, Александр Абрамович
Александр Абрамович Перетц (1812 — 6 сентября 1872, Санкт-Петербург) — российский горный инженер, генерал-майор корпуса горных инженеров. Способствовал освобождению рабочих российских горных заводов от крепостной зависимости и внедрению на горных заводах вольнонаёмного труда.
Выходец из еврейской семьи, перешедшей в лютеранство, старший сын от второго брака винного откупщика и крупного армейского подрядчика Абрама Израилевича Перетца. Братья: горный инженер Николай Перетц и член Государственного совета Егор Перетц. Сводный брат — декабрист Григорий Перетц.
Образование получил в Горном кадетском корпусе, который окончил в 1833 году, после чего определён на службу в музей корпуса. Однако, уже в декабре 1834 года был переведён на Урал, где и пробыл в Златоустовском горном округе до конца 1844 года, причём летом того же года сопутствовал известному французскому учёному Фредерику Ле Пле в его поездке с геологической целью по Уралу. В 1844 году Перетц вышел в отставку, но в 1846 снова поступил на службу, сперва в Департамент внешней торговли, а затем в Горное ведомство — в штаб Корпуса горных инженеров. В 1847 году он был командиром Горной технической школы при Технологическом институте, а в 1861 году получил назначение на весьма видную и влиятельную в то время должность начальника штаба Корпуса горных инженеров. С 5 мая 1863 года и вплоть до упразднения штаба, Перетц состоял членом Горного учёного комитета.
В 1861 году, когда, одновременно с работой по освобождению крестьянства была создана Комиссия для разработки вопроса об освобождении горнозаводского населения от обязательного труда, Перетц стал членом этой комиссии. В следующем году, по повелению царя Александра II, он был командирован на Урал для осмотра казённых горных заводов с целью ознакомления на месте с совершавшимися преобразованиями. В отчёте, поданном министру финансов 17 ноября 1862 года, Перетц высказал оптимистичное мнение, согласно которому освобождение горно-заводского населения от обязательных работ указом от 8 марта 1861 года, улучшит функционирование заводов. В действительности, многие уральские заводы вскоре после перехода к вольнонаёмному труду перестали окупаться и разорились, однако с порабощением рабочих на Урале было покончено навсегда.
Имя Перетца тесно связано с существованием эмеритальной кассы Горных Инженеров, начавшей своё действие с 1 июля 1860 года: под его непосредственным ведением шло дело о её учреждении.
Несколько статей Перетца было напечатано в «Горном журнале» (1837, 1840 и 1841 гг.).
Портрет Перетца, выполненный художником А.Ф. Першаковым, ныне хранится в Государственном музее истории Санкт-Петербурга.